# Obersinn
Obersinn è un comune mercato tedesco di 1 033 abitanti, situato nel circondario del Meno-Spessart nel distretto della Bassa Franconia nel land della Baviera.
È bagnato dalle acque del fiume Sinn.